# Museo Toma de Zacatecas
El Museo Toma de Zacatecas es un recinto museográfico ubicado en la ciudad de Zacatecas. Fue inaugurado el 23 de junio de 1984, remodelado en 2014 explica el proceso militar y social detrás de la Toma de Zacatecas, el contexto de la Revolución mexicana en que ocurrió así como algunos aspectos de la vida cotidiana en la capital zacatecana durante esa época. Se ubica en el Cerro de la Bufa.

## Historia
El recinto se ubica en la llamada Casa Fuerte del Patrocinio, una construcción iniciada como un fuerte por Juan de Tolosa y Diego de Ibarra en el siglo XVI, al descubrir una mina que denominaron Veta pobre y en donde vivieron cerca de 80 personas antes de la fundación formal de la ciudad de Zacatecas en 1548.  A un lado del actual museo está la capilla dedicada a Nuestra Señora del Patrocinio. En 1805 fue establecido en este sitio un asilo, y un hospital para pobres.
Durante la toma de Zacatecas, el 23 de junio de 1914, el cerro de La Bufa fue ocupado por fuerzas del Ejército Federal, usando la casa fuerte como almacén y hospital. Dichas tropas fueron derrotadas por las tropas de la División del Norte comandadas por Francisco Villa.
En dicho inmueble se construyó en 1984 un museo que fue inaugurado por el 70 aniversario de la toma, el 23 de junio de ese mismo año. La museografía de esa época contenía una maqueta que explicaba las posiciones de las tropas enfrentadas, periódicos de la época, armamento usado en la batalla, fotografías, monedas, billetes y documentos. Entre las fotografías que se mostraban destacaban las de Ángela Ramos, conocida popularmente como Juana Gallo, una mujer revolucionaria nacida en Zacatecas.
De 2012 a 2014 tuvo una remodelación que lo dotó de tecnología como realidad aumentada, proyecciones y multimedia y lo aumentó 400 metros cuadrados más. Resguarda también objetos y armas relacionados tanto a la batalla como a la revolución mexicana, la minería y una recreación de la vida cotidiana de Zacatecas a principios del siglo XX. A las afueras del museo se encuentra la escultura en cantera Cambio de vida de Ismael Guardado, el cual tiene placas de acero con restos de armas de fuego incrustadas y honra tanto a los generales combatientes de la batalla, los soldados anónimos que participaron y al pueblo de Zacatecas. 
El conjunto del museo, además de este inmueble, se compone de la mencionada capilla, la Explanada de la Revolución, en donde hay esculturas de Francisco Villa, Felipe Ángeles y Pánfilo Natera, así como una escultura conmemorativa del centenario de la batalla, todas estas inauguradas en 2014 y obra del escultor Carlos Espino. Cerca está un acceso al crestón del cerro de la Bufa, en donde está el Mausoleo de los Hombres Ilustres de Zacatecas.

## Estructura
- Sala Introducción Zacatecas
- Sala Antecedentes
- Sala Hogar y oficio cada día
- Sala Estrategia
- Recreación del diálogo telegráfico entre Venustiano Carranza y Francisco Villa, hecho con videos de actores proyectados como hologramas.